# Karl Bruckner
Karl Bruckner (ur. 9 stycznia 1906 w Wiedniu, zm. 25 października 1982 tamże) – austriacki pisarz, autor powieści dla dzieci i młodzieży.

## Życiorys
Karl Bruckner był synem drukarzy. Dorastał w proletariackiej dzielnicy Wiednia Ottakring i kształcił się na mechanika samochodowego. W okresie międzywojennym wyemigrował do Brazylii, ale powrócił do Wiednia pod koniec 1937 roku. Dopiero w 1946 roku zaczął pisać i stał się jednym z bardziej znanych autorów literatury młodzieżowej w Austrii.
Jego największym międzynarodowym sukcesem literackim była powieść Sadako chce żyć! przedstawiająca losy Sadako Sasaki, japońskiej dziewczynki, która będąc dwuletnim dzieckiem przeżyła wybuch bomby atomowej zrzuconej na Hiroszimę. Wskutek napromieniowania zachorowała na białaczkę i zmarła mając 12 lat.
Bruckner był wielokrotnie nagradzany za swoją twórczość. Został pochowany w alei zasłużonych na Cmentarzu Centralnym w Wiedniu (Gruppe 40, Nummer 151).

## Nagrody i wyróżnienia
- 1954: Nagroda Miasta Wiednia za Książkę dla Dzieci za Giovanna und der Sumpf
- 1956: Austriacka Nagroda Państwowa za Die Strolche von Neapel
- 1957: Nagroda Miasta Wiednia za Książkę dla Młodzieży za Złotego faraona
- 1961: Austriacka Nagroda Państwowa za Sadako chce żyć!

## Wybrane powieści
- Gorąca ziemia - wyd. polskie, Nasza Księgarnia, 1972
- Indianin Pablo - wyd. polskie Nasza Księgarnia, 1951
- Jedenastka żółtodziobów - wyd. polskie Nasza Księgarnia, 1957
- Sadako chce żyć! - wyd. polskie Nasza Księgarnia, 1963
- Złoty faraon: Groby, awanturnicy, badacze - wyd. polskie Nasza Księgarnia, 1968